# Nadschmuddin Ayyub

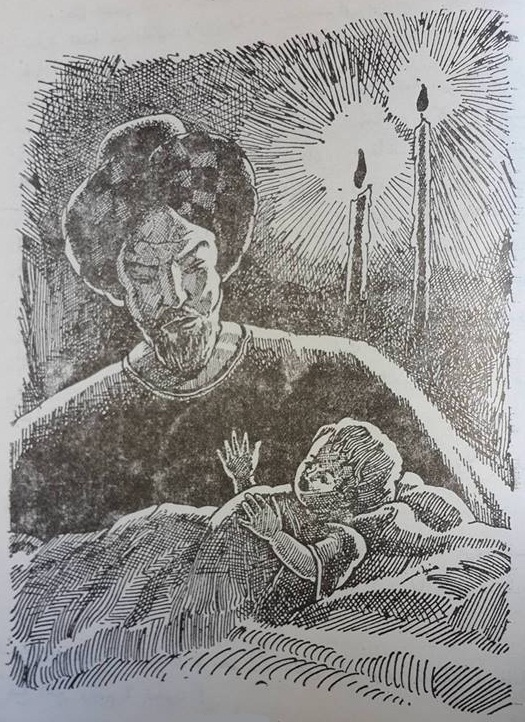
Darstellung Nadschmuddin Ayyubs mit seinem Kind Saladin in einer Zeichnung (1966)

Nadschmuddin Ayyub ibn Schadhi (arabisch نجم الدين أيوب بن شاذي, DMG Naǧmu d-Dīn Aiyūb b. Šāḏī); (Epitheton: al-Malik al-Afdal Nadschm ad-Din Ayyub ibn Schadhi ibn Marwan / الملك ألأفضل نجم الدين أيوب بن شاذي بن مروان / al-Malik al-Afḍal Naǧmu d-Dīn Aiyūb b. Šāḏī b. Marwān; † 9. August 1173) war ein kurdischer Soldat und Politiker aus Dwin, Vater Saladins und Namensgeber der Ayyubiden-Dynastie.

## Name
Der Name Ayyub ist die arabische Form des hebräischen Hiob. Nadschmuddin heißt so viel wie Stern des Glaubens.

## Leben
Er war der Sohn von Schadhi bin Marwan und Bruder des Schirkuh. Seine Familie gehörte zum Eşiret der Rawadiden, die wiederum ein Zweig der Hadhabaniden waren. Seine Familie hatte hohe Posten innerhalb der kurdischen Dynastie der Schaddadiden im heutigen Südkaukasus inne. Als der letzte Herrscher der Schaddadiden 1130 entmachtet wurde, zog sein Vater samt Familie erst nach Bagdad und dann nach Tikrit. In Tikrit wurde sein Vater Gouverneur der Stadt. Als der Vater starb, folgte ihm Nadschmuddin Ayyub im Amt.
Er diente spätestens ab 1132 Zengi, dem Atabeg von Mosul und Aleppo (Zengiden-Dynastie), und beteiligte sich in einer Schlacht gegen die Großseldschuken in der Nähe von Tikrit. Dabei rettete er Zengis Leben, als dieser sich mit seiner Armee über den Tigris zurückzog. Sein Bruder Schirkuh tötete 1136 im Streit einen Christen, woraufhin er und Nadschmuddin Ayyub Tikrit verlassen mussten. Es wird gesagt, dass Saladin in dieser Nacht zur Welt gekommen sei. Nadschmuddin Ayyub wurde neuer zengidischer Gouverneur von Baalbek. Als Zengi 1146 starb, nutzte der Atabeg von Damaskus, Mu'in ad-Din Unur (Buriden-Dynastie), die Gelegenheit Baalbek zu belagern. Nadschmuddin Ayyub übergab ihm schließlich die Stadt; er erhielt dafür eine Geldrente und ein Lehen und ließ sich in Damaskus nieder. Spätestens 1151 scheint Nadschmuddin Ayyub die Herrschaft als zengidischer Gouverneur über Baalbek zurückerlangt zu haben.
Schirkuh half unterdessen dem zweiten Sohn Zengis, Nur ad-Din, die Macht in Aleppo zu ergreifen. Bald musste sich die Buriden widerwillig mit Nur ad-Din verbünden, um der Belagerung von Damaskus während des Zweiten Kreuzzugs 1148 standzuhalten. Als Gegenleistung beanspruchte Nur ad-Din Damaskus für sich. 1154 gelang es ihm diese Stadt einnehmen, woraufhin er Nadschmuddin Ayyub als neuen Gouverneur von Damaskus einsetzte.
Sein Sohn Saladin trat auch in den Dienst der Zengiden und wurde bald zusammen mit Schirkuh nach Ägypten entsandt. 1169 gelang es Schirkuh als Wesir die faktische Macht im fatimidischen Kalifat Ägypten zu übernehmen. Als Schirkuh im gleichen Jahr starb, folgte ihm Saladin als Wesir von Ägypten. 1170 ging auch Nadschmuddin Ayyub nach Ägypten, wo Saladin 1171 als der Fatimiden-Kalif al-ʿĀdid starb, dessen Dynastie stürzte und sich selbst die Herrschaft über Ägypten sicherte. Saladin bot seinem Vater die Herrschaft über ganz Ägypten an, doch Nadschmuddin Ayyub lehnte ab und wurde mit Alexandria, Damiette und al-Buhaira belehnt. Obwohl Saladin und Nadschmuddin Ayyub formell Vasallen Nur ad-Dins waren, wurde letzterem bald klar, dass ihm mit den Ayyubiden in Ägypten ein neuer Rivale entstand. Öffentlich stand Nadschmuddin Ayyub auf Nur ad-Dins Seite, aber warnte seinen Sohn, dass Nur ad-Din ihm niemals Ägypten überlassen werde.

## Tod
Am 31. Juli 1173 erlitt er einen schweren Reitunfall und starb am 9. August an seinen Verletzungen. Saladin war zu jener Zeit auf Befehl Nur ad-Dins ausgerückt, um mit letzterem gegen das Königreich Jerusalem zu ziehen. Er kehrte aber zurück, als er vom Tod seines Vaters erfuhr. Die Spannungen zwischen Saladin und Nur ad-Din wurden größer. Zum erwarteten Konflikt zwischen Saladin und Nur ad-Din kam es nicht, da Nur ad-Din im Mai 1174 starb. Saladin machte sich daraufhin zum neuen Herrscher über Ägypten und Syrien.
Nach Baha ad-Din war Nadschmuddin Ayyub „ein edler, großzügiger Mann, mild und von hervorragendem Charakter“. Er war auch „leidenschaftlich von Polo besessen“. Ibn al-Qalanisi nennt ihn „ein Mann von Entschlossenheit, Intelligenz und Kenntnissen von Angelegenheiten“.
Er wurde zuerst neben seinem Bruder Schirkuh in Kairo begraben. 1175 wurden dann die Gräber nach Medina verlegt, wo viele fromme Muslime begraben sind.

## Nachkommen
Er hatte folgende Kinder:
- Nur ad-Din Shahanshah († 1148)
- Saladin (* 1137; † 1193)
- al-Malik al-Adil Sayf ad-Din Abu Bakr Ahmad (* 1145; † 1218)
- al-Malik al-Mu'azzam Shams ad-Dawla Turanshah († 1180)
- Taj al-Muluk Abu Sa'id Buri († 1183)
- al-Malik al-'Aziz Sayf al-Islam Tughtekin († 1197)
- mehrere Töchter